# Мамонт-Зав'ялов Анатолій Миколайович
Мамонт-Зав'ялов Анатолій Миколайович — український кінорежисер.
Народився 25 січня 1925 р. у Вінниці в родині службовця. Учасник німецько-радянської війни. Закінчив Київський інститут фізичної культури (1957). Був естрадним актором, художнім керівником Палацу культури в Одесі тощо. З 1957 р. працював на Одеській студії телебачення.
Автор сценаріїв і режисер стрічок: «Біля синього моря» (1957), «Хлопчики одного села» (1959), «Дім біля моря» (1960), «Ми — веселі хлоп'ята» (1961), «Пішли за посмішкою» (1962), «Добрий вечір!» (1963), «Полундра» підіймає вітрила" (1965), «26 хвилин в Одесі» (1966), «В залах — океан» (Диплом III Міжнародного фестивалю «Людина і море», Рига, 1968), «Гелікон-69» (1969, Диплом за найкращий музичний фільм IV Всесоюзного фестивалю телефільмів. Мінськ, 1971), «Шкільні картинки», «Прискорення», «І знову музика» (1981) та ін.
Нагороджений орденом Червоної Зірки, медалями.
Член Національної спілки кінематографістів України.